# START II
START II (Strategic Arms Reduction Treaty) byla dvoustranná smlouva mezi Spojenými státy a Ruskem o snížení a omezení strategických útočných zbraní. Byla podepsána americkým prezidentem Georgem Bushem a ruským prezidentem Borisem Jelcinem 3. ledna 1993 a zakazovala používání vícenásobných samostatně zaměřitelných nosičů s návratem do atmosféry (MIRV) na mezikontinentálních balistických raketách (ICBM). Proto je často uváděna jako dohoda o odstranění MIRV.
Americký Senát ji ratifikoval 26. ledna 1996 poměrem hlasů 87:4. Rusko ratifikovalo START II 14. dubna 2000, ale podmínilo ji zachováním smlouvy ABM. Když USA 13. června 2002 odstoupily od smlouvy ABM, Rusko o den později odstoupilo od smlouvy START II. START II tak nikdy nevstoupila v platnost.
Místo toho vstoupila v platnost smlouva SORT, která snížila počet strategických hlavic na jednu zemi na 1 700–2 200.